# Фјатоне (Лука)
Фјатоне је насеље у Италији у округу Лука, региону Тоскана.
Према процени из 2011. у насељу је живело 35 становника. Насеље се налази на надморској висини од 392 м.